# Janez Rotar
Janez Rotar, slovenski literarni zgodovinar, literarni teoretik in univerzitetni profesor,* 4. maj 1931, Brezovica pri Ljubljani, Slovenija, † 16. oktober 2013, Ljubljana, Slovenija.

## Življenje
Po šolanju je leta 1956 diplomiral iz slovenskega jezika in književnosti na Filozofski fakulteti v Ljubljani, doktoriral pa leta 1964 z razpravo o Franu Maslju. Njegova pot slavista in slovenista se je nadaljevala na Filozofski fakulteti v Ljubljani, natančneje na Oddelku za slovanske jezike in književnosti. Tam je bil od leta 1983 redni profesor, v letih od 1978 do 1997 je bil vodja katedre za zgodovino hrvaške in srbske književnosti, od 1984 do 1986 pa tudi njen? predstojnik. Po dolgoletnem pedagoškem in ustvarjalnem delu se je leta 1997 upokojil.
Življenjska pot ga je vodila v različna univerzitetna središča tedanje domovine Jugoslavije, bil je večletni lektor in predavatelj slovenskega jezika in književnosti na Filozofski fakulteti v Zadru, predavatelj na Pedagoški akademiji v Ljubljani in Mariboru ter na Fakulteti za sociologijo, politične vede in novinarstvo v Ljubljani. Kot gostujoči profesor pa je poučeval tudi na univerzah v tujini (Nemčiji, Italiji, Avstriji ...). Napisal je številne znanstvene, strokovno slovenistične, slavistične in srbokroatistične prispevke, študije, knjige, članke ter zasnovo celovitega študijskega programa južnoslovanskih književnosti v Mariboru in kasneje tudi v Ljubljani. Aktivno je sodeloval na številnih slovenskih, jugoslovanskih in mednarodnih slavističnih srečanjih in tudi na dveh svetovnih slavističnih kongresih. S svojimi prispevki je sodeloval v znanstvenih publikacijah, ki izhajajo v južnoslovanskih kulturnih in univerzitetnih središčih in bil tudi pobudnik nagrade za prevode iz slovenske književnosti Župančičeve listine.

## Raziskovalna področja
Ukvarjal se je predvsem s pisci in problemi slovenske, hrvaške in srbske književnosti. Raziskoval je medsebojno učinkovanje psihosocialnega izkustva ustvarjalcev ter literarne strukture in pripovedne tehnike v tako imenovanih enostavnih zvrsteh ljudske in umetne književnosti. Na podlagi pedagoških in didaktičnih izkušenj je razlagal literarna dela glede na njihov sprejem pri bralcih in si prizadeval tudi teoretično sistematizirati ta vidik. To smer obravnave je dopolnjeval z analizo spoznavnih funkcij v novejših slovenskih, hrvaških in srbskih romanih. Slovenskim bralcem je predstavljal sodobne južnoslovanske avtorje s kritičnimi študijami. Objavljal je članke o kulturi in socialni problematiki, o jezikovnem in narodnem vprašanju, predvsem glede na položaj slovenskih manjšin v zamejstvu. Podrobno je raziskoval oblikovanje prvin slovenske narodne zavesti v dobi reformacije. V zgodovino slovenistike je posegel z izdajanjem korespondence Frana Ramovša.

## Uredniško delo in odmevnejše študije
Urejal je mesečnik za kulturo Dialogi (1969/70) ter bil sourednik zbornika Siti in lačni Slovenci (1969). V vrh njegovega znanstvenega dela sodijo samostojne monografije, in sicer obsežnejša dela oziroma knjige o Franu Maslju Podlimbarskem, delo o literarni stvarnosti na Slovenskem Iz prispevkov, o vrstah literarnih del Povednost in vrsta, o pripovedništvu v književnosti K umevanju pripovedništva, o recepcijski estetiki v nacionalnih literarnih pojavih Književnost in spoznanje, izčrpno delo o Trubarjevem slovenstvu in odnosu do nam bližnjih Slovanov Primož Trubar in Južni Slovani, študijo Korespondenca med Franom Ramovšem in Aleksandrom Belićem, čustveni in osebno izpovedni esej Mora in bolečina slovenskega naroda in še nekaj drugih.

## Izbrana bibliografija
- Socialna in politična misel Podlimbarskega. (1969) (COBISS)
- Siti in lačni Slovenci (sourednik Franc Forstnerič, 1969)
- Iz prispevkov. (1971). (COBISS)
- Povednost in vrsta: pravljice, balade, basni, povesti. (1976) (COBISS)
- K umevanju pripovedništva. (1978). (COBISS)
- Struktura i iskaz. Pitanja književne percepcije. (1980) (COBISS)
- Konji, ti dobri konji. (1984) (COBISS)
- Književnost in spoznavanje: recepcija del 20. stoletja. (1985) (COBISS)
- Trubar in Južni Slovani. (1988) (COBISS)
- Mora in bolečina slovenskega naroda. (1990) (COBISS)
- Korespondenca med Franom Ramovšem in Aleksandrom Belićem (1990)
- Slovenščina in slovenstvo: pojavi, izkušnje, pogledi.(1996) (COBISS)
- Naš jezik danes (2000)